# Куїньон
Куїньон (в'єт. Quy Nhơn) — місто, столиця провінції Біньдінь (Bình Định) у центральному В'єтнамі. Розділений на 16 міських і 5 сільських районів загальною площею 286 км². У 2009 році населення міста становило 280 900 жителів. Історично економіка заснована на сільському господарстві та рибництві. Але в останні роки відбувається значний зсув у бік сфери послуг та туризму. Суттєвим є сектор виробництва.

## Клімат
Місто знаходиться у зоні, котра характеризується вологим субтропічним кліматом. Найтепліший місяць — червень із середньою температурою 30 °C (86 °F). Найхолодніший місяць — січень, із середньою температурою 23.9 °С (75 °F).
| Клімат Куїньона         | Клімат Куїньона | Клімат Куїньона | Клімат Куїньона | Клімат Куїньона | Клімат Куїньона | Клімат Куїньона | Клімат Куїньона | Клімат Куїньона | Клімат Куїньона | Клімат Куїньона | Клімат Куїньона | Клімат Куїньона | Клімат Куїньона |
| Показник                | Січ.            | Лют.            | Бер.            | Квіт.           | Трав.           | Черв.           | Лип.            | Серп.           | Вер.            | Жовт.           | Лист.           | Груд.           | Рік             |
| Абсолютний максимум, °C | 32              | 35              | 38              | 36              | 39              | 41              | 42              | 41              | 38              | 37              | 33              | 31              | 42              |
| Середній максимум, °C   | 25              | 26              | 28              | 30              | 32              | 33              | 33              | 34              | 31              | 28              | 27              | 25              | 30              |
| Середня температура, °C | 23              | 24              | 26              | 27              | 29              | 30              | 30              | 30              | 28              | 27              | 25              | 23              | 27              |
| Середній мінімум, °C    | 20              | 21              | 22              | 23              | 25              | 26              | 26              | 26              | 25              | 23              | 22              | 21              | 23              |
| Абсолютний мінімум, °C  | 15              | 15              | 16              | 19              | 18              | 21              | 20              | 20              | 20              | 17              | 15              | 16              | 15              |
| Норма опадів, мм        | 60              | 30              | 20              | 30              | 50              | 40              | 60              | 60              | 250             | 440             | 450             | 170             | 1710            |
| Днів з опадами          | 13              | 7               | 5               | 5               | 7               | 10              | 6               | 9               | 13              | 20              | 20              | 19              | 134             |
| Днів з дощем            | 4               | 2               | 2               | 3               | 4               | 6               | 6               | 6               | 12              | 16              | 17              | 7               | 90              |
| Вологість повітря, %    | 81              | 81              | 83              | 83              | 80              | 71              | 71              | 71              | 77              | 83              | 84              | 82              | 79              |
| ----------------------- | --------------- | --------------- | --------------- | --------------- | --------------- | --------------- | --------------- | --------------- | --------------- | --------------- | --------------- | --------------- | --------------- |
| Джерело: Weatherbase    |                 |                 |                 |                 |                 |                 |                 |                 |                 |                 |                 |                 |                 |

## Значення міста

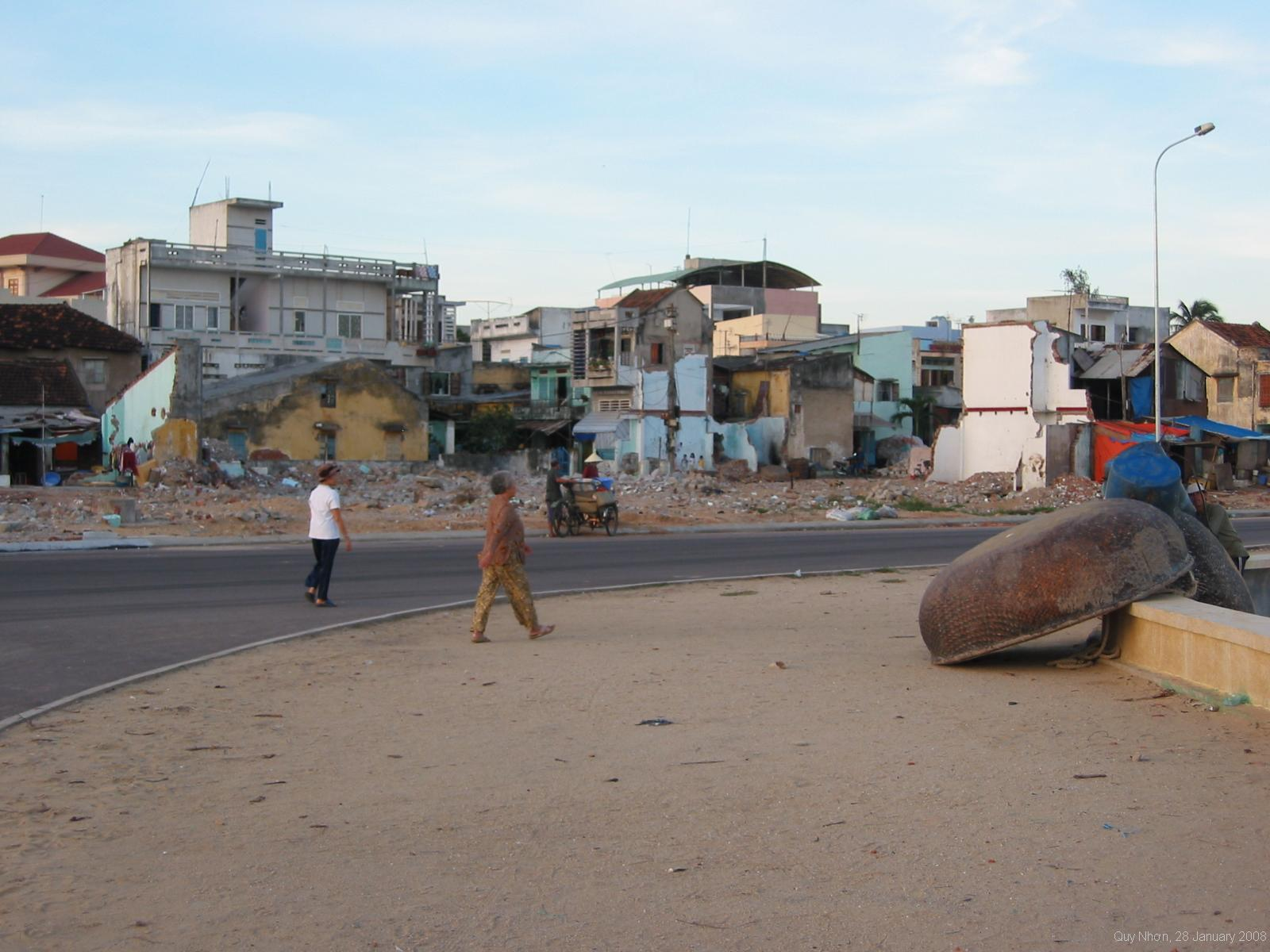
Реконструкція західної частини міста поки тільки на ранніх стадіях

Куїньон був офіційно засновано понад 100 років тому, хоча його історія сягає своїм корінням до князівства Чампа періоду 11 століття. Місто відоме як місце народження імператора Нгуєн Хюе у 18 столітті, і також як місце крупного американської присутності у часи Війни у В'єтнамі.
Зараз Куїньон економічно розвинене місто з непоганою інфраструктурою. Уряд вважає його одним з трьох головних (поряд з Данангом і Нячангом) туристичних центрів південно-центрального узбережжя В'єтнаму.

## Економіка

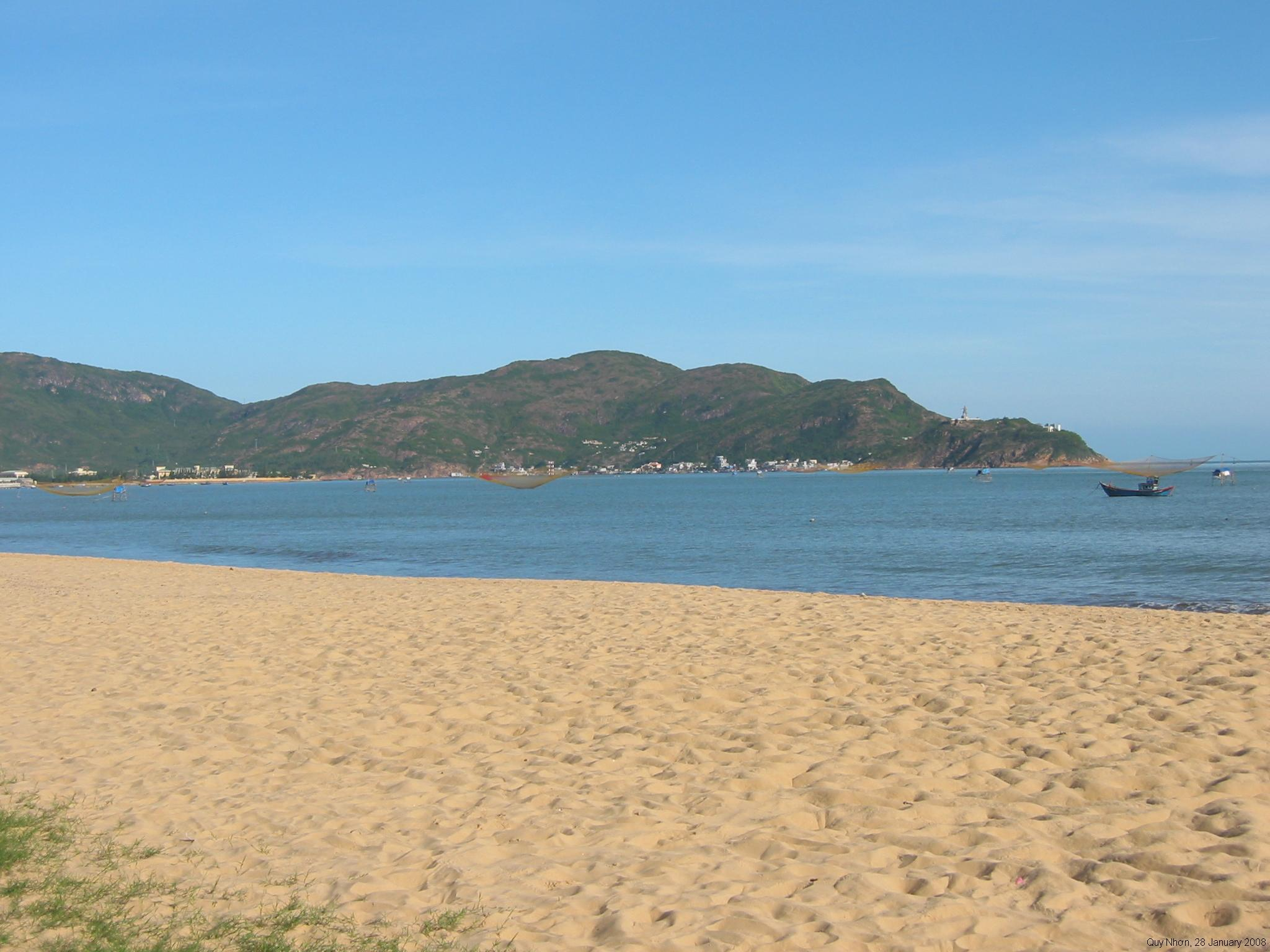
Пляж в Куїньоні

Головними складовими економіки міста є промисловість, рибне і сільське господарства, діяльність морського порту і туризм. Активно розвивається сфера послуг, у 1998 році вона давала 55,58 % ВВП (28,40 % давало будівництво і 16,02 % — сільське, рибне та лісове господарства).

## Транспорт
За 30 км від міста є аеропорт Фукат, який обслуговує компанія Vietnam Airlines. Щодня відбуваються вильоти у Дананг і Хошимін.
Міська залізнична станція розташована на відгалуженні головної лінії Північ-Південь.